# История почты и почтовых марок Венеции-Джулии, Истрии и Триеста
История почты и почтовых марок Венеции-Джулии, Истрии и Триеста включает в себя период оккупации итальянской провинции Венеция-Джулия англо-американскими и югославскими войсками (1945—1947), а также период существования Свободной территории Триест (1947—1954).

## Оккупация провинции Венеция-Джулия

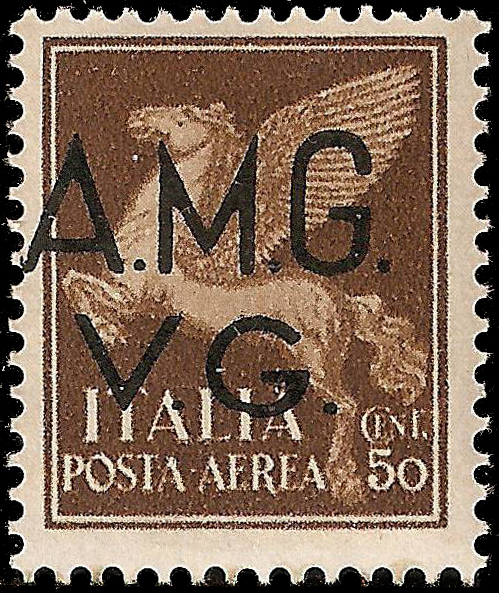
Первая авиапочтовая марка Венеции-Джулии под англо-американской оккупацией, 1945

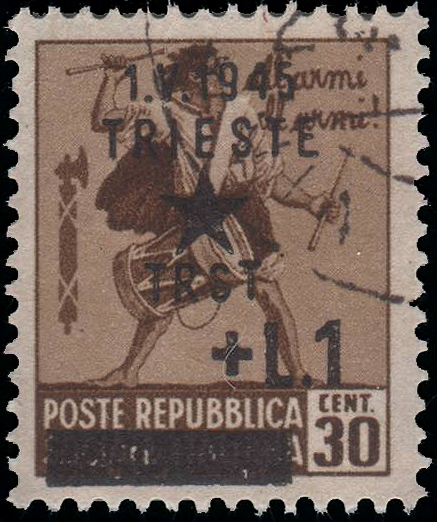
Почтовая марка Триеста, 1945

С 1945 по 1947 год итальянская провинция Венеция-Джулия была оккупирована союзными англо-американскими войсками (Зона «А» — территория с городом Триест) и войсками Югославской народной армии (Зона «Б» — Истрия и Словенское Приморье). Зоны оккупации были разграничены по так называемой линии Моргана. В зонах оккупации выпускались собственные марки.

### Англо-американская зона оккупации
Для части Венеции-Джулии, оккупированной англо-американскими войсками, межсоюзническое военное управление выпускало марки Италии с надпечаткой англ. «A.M.G. / V.G.» (Союзное военное управление. Венеция-Джулия). Первые подобные марки вышли в сентябре 1945 года. Так же с сентября 1945 для Зоны «А» выпускались авиапочтовые марки с аналогичной надпечаткой.
В восточной части зоны «А» Венеции-Джулии и в городе Пула (Истрия) межсоюзнические марки имели хождение до 15 сентября 1947 года; в Триесте и его окрестностях до 30 сентября 1947 года. Они были заменены, соответственно, марками Югославии, Италии и Свободной территории Триест (зона «А»).

#### Триест
11 июня 1945 года после освобождения Триеста от немецко-фашистских войск на марках Итальянской социальной республики была сделана надпечатка текста «1.V.1945 / Trieste / * / Trst» и новых номиналов в итальянской валюте.

### Югославская зона оккупации
Для территории Венеции-Джулии, занятой войсками Югославской народной армии — Истрия и Словенское Приморье, выпускались собственные марки. Первый выпуск состоялся в июне 1945 года — на марках Италии сделали надпечатку сербохорв. «Istria» и нового номинала в итальянских лирах. В августе 1945 года в обращение поступила серия из 10 марок с оригинальными рисунками и надписью сербохорв. «Istra. Slovensko Primorje / итал. Istria. Littorale Sloveno» (Истрия. Словенское Приморье). Эти же марки с надпечатками «Porto» с декабря 1945 года использовались в качестве доплатных.
В феврале 1947 года почтовые и доплатные марки Истрии и Словенского Приморья заменили марками Югославии в изменённых цветах с надпечаткой текста сербохорв. «Vojna uprava Jugoslavenske armije» (Военное управление югославской армии) и нового номинала в итальянских лирах. С 1948 года на территории Истрии и Словенского Приморья (Юлийская Крайна) использовались марки Югославии, а в районах, вошедших в Свободную территорию Триест (Зона «Б») — собственные марки. Вхождение Юлийской Крайны в состав Югославии было отмечено югославской почтой в сентябре 1947 года выпуском серии из двух марок.

## Свободная территория Триест
В соответствии с Парижским мирным договором от 10 февраля 1947 года была создана нейтральная и демилитаризованная Свободная территория Триест, которая была разделена на Зону «А» под англо-американским военным управлением и Зону «Б» под югославским военным управлением. Для обеих зон выпускались собственные марки.

### Зона «А»

Первая марка Свободной территории Триест (Зона «А»), 1947

В зоне А собственные марки — марки Италии с надпечаткой аббревиатуры «AMG FTT» (Союзное военное управление. Свободная Территория Триест) — стали издаваться с 1 октября 1947 года. Первое время допускались смешанные франкировки марок Свободной территории Триест и марок, выпущенных для Венеции-Джулии.
Выпуск марок Зоны «А» Свободной территории Триест продолжался до 1954 года, надпечатывались почти все марки Италии этого периода. Марок оригинальных рисунков не выпускалось. Последняя марка вышла 30 октября, в том же месяце Зона «А» была присоединена к Италии. 15 ноября 1954 года марки Свободной территории Триест изъяли из обращения и заменили марками Италии.

#### Другие виды почтовых марок

Марка для уполномоченных по доставке писем СТТ (Зона «А»), (1947)

Начиная с октября 1947 года в Зоне «А» Свободной территории Триест выходили марки для уполномоченных по доставке писем. Ими оплачивался налог за доставку писем не через почтовое отделение, а конфиденциально, специальными уполномоченными. Марки представляли собой надпечатку аббревиатуры межсоюзнического военного управления на аналогичных марках Италии. Последний выпуск состоялся в феврале 1952 года. В июле 1953 года вышла серия из четырёх марок для уполномоченных по доставке посылок.
Первые авиапочтовые марки вышли в октябре 1947, последние — в феврале 1952 года. С октября 1947 по 1954 год для Зоны «А» издавались также доплатные и посылочные марки.

### Зона «Б»

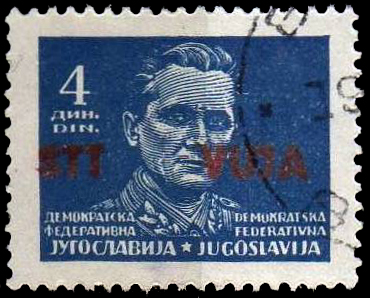
Почтовая марка СТТ (Зона «Б»), 1949

До 1948 года в Зоне «Б» использовались марки Истрии и Словенского Приморья. 1 мая 1948 года вышли марки оригинальных рисунков с надписью на словенском, итальянском и хорватском языках «Военное управление. Свободная территория Триест». Это были первые коммеморативные марки Зоны «Б», посвящённые 1 Мая — Дню труда.
С 1949 года для Зоны «Б» Свободной территории Триест выпускались марки Югославии в изменённых цветах с надпечаткой «STT VUJA» (позднее «STT VUJNA» — Свободная территория Триест. Военное управление Югославской /народной/ армии). Выпущено также несколько серий оригинальных рисунков с такими же надписями.
В январе 1950 года вышел первый почтовый блок Зоны «Б», он был посвящён 100-летию Югославской железной дороги.
Последняя марка Зоны «Б» Свободной территории Триест вышла в обращение 9 октября 1954 года. В том же месяце Зона «Б» была присоединена к Югославии. 20 октября 1954 года все знаки почтовой оплаты Свободной территории Триест были изъяты из обращения и заменены знаками почтовой оплаты Югославии. Ныне бывшая Зона «Б» Свободной территории Триест входит в состав Словении и Хорватии.

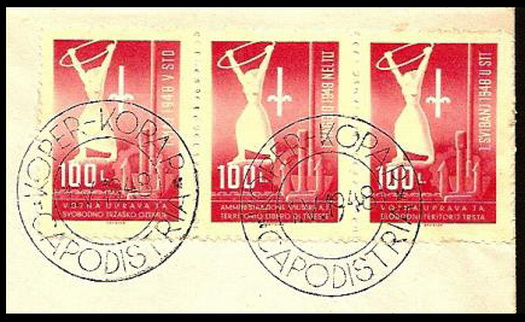
Первые почтовые марки СТТ с гашением Каподистрии (Копера)

#### Другие виды почтовых марок

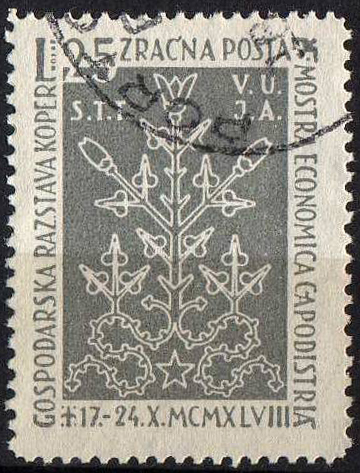
Первая авиапочтовая марка СТТ (Зона «Б»), 1948

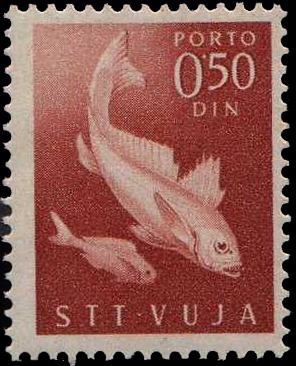
Доплатная марка СТТ (Зона «Б»), 1950

Первая серия из двух авиапочтовых марок оригинальных рисунков вышла для Зоны «Б» Свободной территории Триест в октябре 1948 года. Они посвящались сельскохозяйственной выставке, проходившей в Каподистрии. На миниатюрах был изображён цветочный орнамент. Последняя авиапочтовая марка вышла в октябре 1954 года. Это была авиапочтовая марка Югославии 1952 года в изменённых цветах и с надпечаткой аббревиатуры военного управления ЮНА. Эта миниатюра стала последней, выпущенной для Зоны «Б».
В сентябре 1949 года вышли первые доплатные марки для Зоны «Б» Свободной территории Триест — надпечатки аббревиатуры «STT VUJA» на доплатных марках Югославии образца 1946 года. В ноябре 1950 года вышла серия из пяти доплатных марок оригинальных рисунков. Последние доплатные марки Зоны «Б» — надпечатки на доплатных марках Югославии образца 1951 года аббревиатуры «STT VUJNA» — вышли в октябре 1952 года.
В период с мая 1948 по октябрь 1953 года для Зоны «Б» были выпущены пять почтово-налоговых марок, которыми производилась дополнительная оплата корреспонденции в фонд Красного Креста. В это же время выпускались доплатные почтово-налоговые марки.